# Ficinia anysbergensis
Ficinia anysbergensis är en halvgräsart som beskrevs av A. Muthama Muasya. Ficinia anysbergensis ingår i släktet Ficinia och familjen halvgräs. Inga underarter finns listade i Catalogue of Life.